# Sylvia Hanika
Sylvia Hanika (* 30. November 1959 in München) ist eine ehemalige deutsche Tennisspielerin. Ihr größter Erfolg im Dameneinzel war der Sieg beim Masters-Turnier im Jahr 1982.

## Karriere
Hanika stand 1981 im Finale der French Open, das sie mit 2:6, 4:6 gegen Hana Mandlíková verlor. Sie erreichte zudem viermal das Viertelfinale der US Open und einmal das der Australian Open.
Der Höhepunkt ihrer Karriere war der Sieg beim Masters-Turnier im Jahr 1982, als sie im Finale unerwartet die damalige Weltranglisten-Erste, Martina Navrátilová, besiegen konnte. Hanika, die den ersten Satz mit 1:6 deutlich verloren hatte und im zweiten mit 1:3 zurücklag, konnte alle weiteren Spiele des zweiten Satzes gewinnen und das Match zu ihren Gunsten drehen. Sie war damit die erste Deutsche, die dieses renommierte Turnier gewinnen konnte. 1987 erreichte sie beim Masters durch ihren ersten und einzigen Sieg über Chris Evert noch einmal das Halbfinale, unterlag dort aber in zwei Sätzen Steffi Graf. Ab 1989 häuften sich dann ihre Verletzungspausen.
Nach dem Ende ihrer aktiven Laufbahn im Jahr 1991 war Hanika noch einige Zeit im Jugendbereich tätig, bevor sie sich ganz vom Tennissport zurückzog.

## Turniersiege

### Einzel
| Nr. | Datum              | Turnier  | Kategorie              | Belag           | Finalgegnerin          | Ergebnis      |
| --- | ------------------ | -------- | ---------------------- | --------------- | ---------------------- | ------------- |
| 1.  | 1. März 1981       | Seattle  | WTA                    | Teppich (Halle) | Barbara Potter         | 6:3, 6:2      |
| 2.  | 28. März 1982      | New York | WTA Tour Championships | Teppich (Halle) | Martina Navratilova    | 1:6, 6:3, 6:4 |
| 3.  | 28. Oktober 1984   | Brighton | WTA                    | Teppich (Halle) | JoAnne Russell         | 6:3, 1:6, 6:2 |
| 4.  | 21. September 1986 | Athen    | WTA                    | Sand            | Angeliki Kanellopoulou | 7:5, 6:0      |

### Doppel
| Nr. | Datum            | Turnier  | Kategorie  | Belag     | Partnerin            | Finalgegnerinnen         | Ergebnis       |
| --- | ---------------- | -------- | ---------- | --------- | -------------------- | ------------------------ | -------------- |
| 1.  | 4. Dezember 1988 | Adelaide | WTA Tier V | Hartplatz | Claudia Kohde-Kilsch | Lori McNeil Jana Novotná | 7:5, 6:74, 6:4 |